# Třetí pohlaví

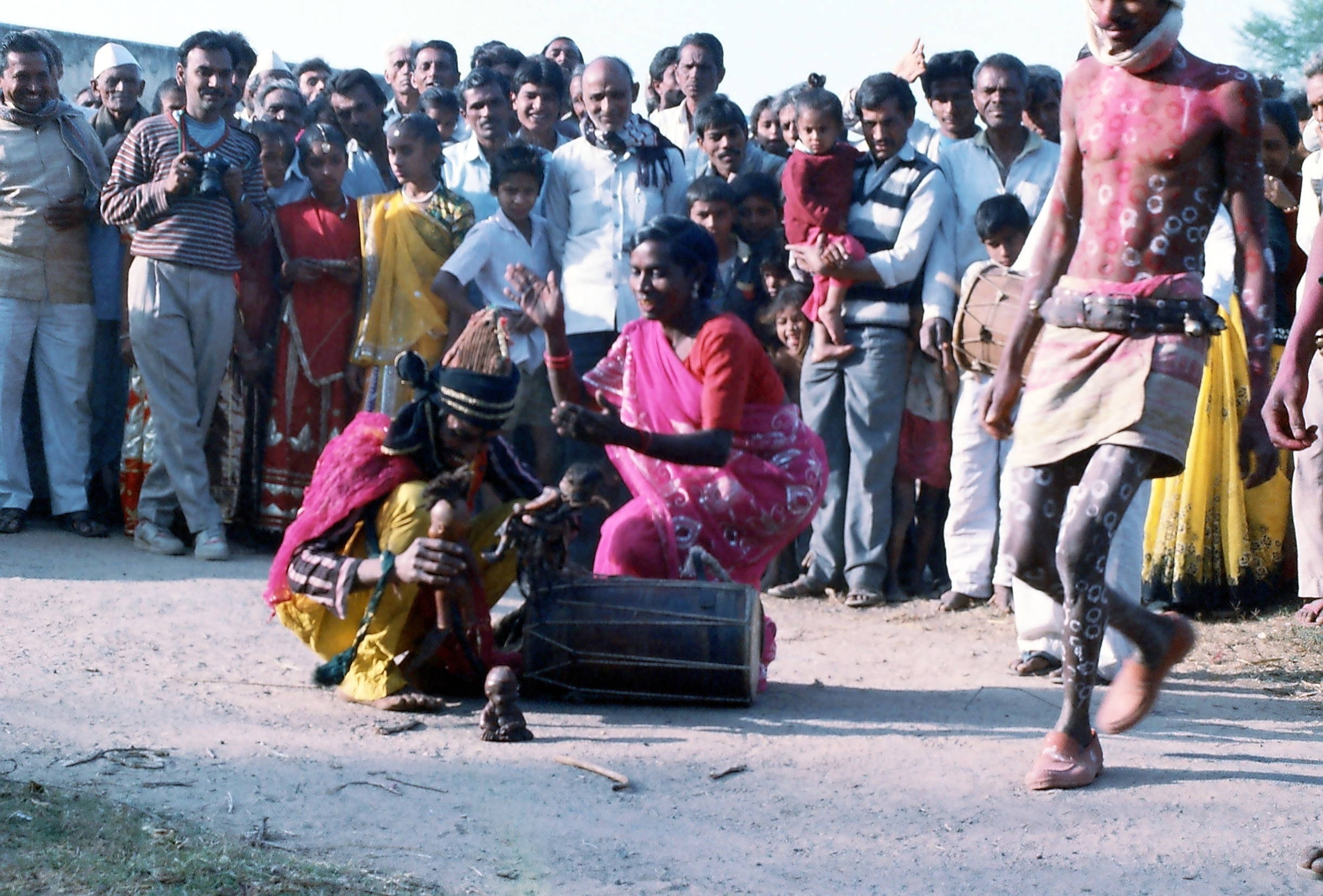
Hidžrové při obřadu

Třetí pohlaví je souhrnné označení pro pohlaví a gendery, které nelze identifikovat jako mužské či ženské. Týká se především intersexuálů, kteří nesou biologické ženské a mužské pohlavní znaky, a lidí s nebinární genderovou identitou. Termín se také používá pro společenské skupiny tradičně spojené s nebinárním pohlavím/genderem v různých kulturách, například pro indické hidžry a berdaše mezi domorodými Američany, nebo v souvislosti s historickými zprávami o osobách které nezapadaly do genderové binarity, jako byli skytští Enarové nebo egyptští sekhet.
Jako třetí pohlaví byli taky někdy chápáni homosexuální lidé. Například německý právník a sexuolog Karl Heinrich Ulrichs ve svém díle Forschungen über das Rätsel der mannmännlichen Lieb „Výzkum záhady vzájemné mužské lásky“ z roku 1860 chápal homosexuální muže právě takto. Pro ty používal termínu Urning „uranista“, který byl inspirován zmínkou o Afroditě Úránii a původu homosexuální lásky v Platónově Symposiu. Německý sexuolog Magnus Hirschfeld (1868-1935) v návaznosti na Ulrichse chápal homosexuály vedle „hermafroditů“ a „transvestitů“ jako přechod mezi ženami a muži. Tato přechodovost podle jeho názoru souvisela se specifickým hladinami pohlavních hormonů.

## Třetí pohlaví v dějinách a v nezápadních společnostech
- Nápisy na keramice z egyptského Luxoru vzniklé v době střední říše zmiňují tři pohlaví či gendery: muže, ženu a sht/sechet. Poslední z výrazů je často překládán jako eunuch, přesný jeho význam ale zůstává nejasný.[2][3]
- Enarové byli skupinou skytských věštců, kteří byli nějakým způsobem androgynní či „zženštilí“.[4]
- Hidžrové v Indii, Pákistánu, Bangladéši a Nepálu jsou zpravidla biologičtí muži, kteří se ale identifikují jako ženy, část hidžrů jsou intersexuálové. Žijí ve zvláštních komunitách a je jim přisuzována zvláštní náboženská či magická moc.[5]
- Bugisové na indonéském ostrově Sulawesi rozlišují kromě muž a ženy ještě tři další pohlaví. Calalai jsou biologické ženy, které se prezentují jako muži a přijímají mužskou roli. Calabai jsou biologičtí muži, kteří se prezentují jako ženy, ale jako se neidentifikují. Bissu jsou chápání jako překračující hranic mužského a ženského.[5]
- Muxe v Mexiku, především v Oaxace s výrazným vlivem zapotécké kultury, jsou biologičtí muži, kteří přijímají ženskou roli.[5]
- Sekrata, mezi Sakalavy na Madagaskaru, jsou biologičtí muži, kteří vykazují v dětství chování chápané jako ženské a vychovaní proto jako dívky.[5]
- Berdašové, v angličtině „two-spirit“, jsou domorodí Američané vymykající tradičním západním genderovým a sexuálním normám.[5]
- Bakla jsou na Filipínách biologičtí muži, kteří se oblékají a chovají jako ženy.[5]
- V židovské Mišně a Talmudu se objevuje šest pohlaví či genderů: muž; žena; saris – muž, kterému chybí některé mužské pohlavní znaky, zpravidla eunuch; ailonit – žena, které chybí některé ženské pohlaví znaky; androginos – jedinec mající znaky obou pohlaví, androgyn; a tumtum – jedinec, jehož pohlavní znaky jsou skryté. V případě kategorií saris a ailonit se pak rozlišuje, zda jde o stav vrozený, či získaný, čímž by pak počet pohlaví narostl na osm. V talmudických diskusích zaznívaly názory jako že Adam byl androginos nebo že neplodnost Abraháma a Sáry mohla být důsledkem toho, že byli tumtumové.[6]

## Třetí pohlaví v legislativě

Třetí pohlaví ve světě
Nebinární/třetí jako volitelná možnost uvedení pohlaví/genderu
Volitelná možnost pro intersexuály
Standard pro třetí pohlaví/gender
Standard pro intersexuály
Nebinární/třetí není možností při uvedení pohlaví/genderu/ žádná data

- Německo uznává od roku 2013 třetí pohlaví nebo „pohlaví nula“, které je určeno především pro intersexuály.[7]
- Indie, Bangladéš a Nepál uznávají třetí pohlaví od roku 2014.[5]
- Rakousko umožňuje v úředních dokumentech od roku 2018 uvádět i jiné pohlaví než ženské, například „inter“ (mezi), „divers“ (jiné) či „nejednoznačné“.[8]